# Портрет на Франческо Гонзага
„Портрет на Франческо Гондзага“ (на италиански: Ritratto di Francesco Gonzaga) е картина на италианския художник Андреа Мантеня от 1461 г. Картината (25 x 18 см) е изложена в Зала 8 на Национален музей „Каподимонте“ в Неапол. Използваната техника е темпера върху дърво.

## История
В първото споменаване на картината за нея се съобщава, че тя е в колекцията на Фулвио Орсини, библиотекар на Дом Фарнезе, като портрет на кардинал Гондзага, приписван на Джовани Белини. От 1644 до 1653 г. тя е каталогизирана в колекциите на Фарнезе в римския им дворец като портрет на млад мъж с червена шапка, облечен в червено, където, освен че вече не е видно авторството, се губи и изобразената личност. 
Малкият портрет не е сред тези, последвали Колекция „Фарнезе“ от Рим до Парма. Следователно прехвърлянето му в колекциите на Бурбоните в Неапол датира едва от 1760 г. в епохата на Фердинанд IV Бурбон. Фердинанд завършва прехвърлянето, започнато от крал Карлос III Испански, който, в ролята му на първороден син на Изабела Фарнезе, последната потомка на Фарнезе, наследява целия художествен каталог и мести цялата колекция от градовете Рим, Парма и Пиаченца в неаполитанската столица още през 1734 г. 
Когато картината е прехвърлена в Неапол, авторството ѝ отново е приписано на Джовани Белини. Едва около 20 век, с Густаво Фридзони, като автор е предложен Андреа Мантеня и лицето на портрета е идентифицирано с Франческо Гондзага, второродният син на маркиза на Мантуа Лудовико III Гондзага, избран за кардинал на 17 год. от папа Пий II малко след Събора в Мантуа. Причината за тази идентификация, която намира почти единодушно одобрение и от следващите критици, произтича от връзката между неаполитанския портрет и този на самия Франческо Гондзага в Стаята на младоженците в Херцогския дворец в Мантуа. 
Според друга част от критиката от 20 век, която днес вече не се взема под внимание, портретът би могъл вместо това да представлява епископа на Мантуа Лудовико Гондзага, също син на Лудовико III и Барбара фон Бранденбург.
Портретът е сред първите творби, рисувани от Андреа Мантеня за мантуанския двор, където художникът живее до 1460 г.

## Описание
Младият кардинал е изобразен в профил на тъмен фон, облечен в пурпурни кардиналски дрехи. Позата в профил в портретите е обичайна в изкуството в италианските дворове от онова време, заимстванч от хуманистичния образ на vir illustris, от своя страна вдъхновен от римската нумизматика от императорската епоха.
Със забележителна чувствителност художникът извежда все още детския и наивен облик на момчето под църковната дреха, естествено характеризиращ юношеската му възраст.